# Microsoft Forms
Microsoft Forms (旧名 Office Forms)とは、Office 365が提供する、アンケート作成ツールである。このアプリでは、教師が問題やテストなどを作成し、作成したデータや回答してデータをMicrosoft Excelにエクスポートすることができる。  
2019年、Microsoftは、データをPower BIダッシュボードにエクスポートする機能を有料でユーザーに提供する「Forms Pro」のプレビュー版を公開した。
2020年、新型コロナウイルスの感染拡大に伴い、教育機関でのオンライン講義にて、formsが活用されるなど、教育の面で多数使用されている。

## 対応環境

### 最適化されているブラウザ
- Windows - Internet Explorer 11、Edge、Chrome (最新バージョン)、Firefox (最新バージョン)
- Android - Chrome (最新バージョン)
- iOS - Safari

### 対応言語
現在、Formsには、62言語が対応している。